# Daniel Almgren
Fredrik Oskar Daniel Almgren, född 30 november 1979 i Markims församling i Uppland, är en svensk före detta friidrottare som representerade Vallentuna FK (tills juni 2002), Täby IS (mellan juni och december 2002) och Hässelby SK (från 2003).

## Karriär
Almgren blev svensk mästare i tiokamp 2005, 2006, 2007 och 2010. Han genomförde sin första tiokamp när han debuterade i landslaget i maj 2005, med ett resultat på 7 265 poäng. Almgrens personliga rekord är 7 803 poäng från friidrotts-VM 2009, där han slutade på 25:e plats. Utöver landslagsuppdrag i tiokamp har Almgren även representerat landslaget i individuella grenar: Finnkampen i grenarna 400 meter häck, längdhopp och 4 × 400 meter, samt 400 meter inomhus. 
Almgren deltog i tiokamp vid friidrotts-VM 2009 i Berlin. Hans bild var på VM:s-programblad och hans ansikte syntes i hela Berlin på stora affischer som täckte hela husfasader. Anledning var att svenska VM-sponsorn Vattenfall använt Almgren som fotomodell i den reklamkampanj de drev under VM. På bilden stod han och strök sina skosnören.
Han var också med vid EM i Barcelona 2010 och kom då på plats 17.
Daniel Almgren avslutade sin idrottskarriär 2010 med att vinna SM i tiokamp för 4:e gången, efter en skadefylld säsong som dock innehöll bland annat en 16:e plats på friidrotts-EM i Barcelona.
Han belönades 2010 med Stora grabbars och tjejers märke nummer 503..

## Civilt
Almgren avlade ekonomexamen vid Handelshögskolan i Stockholm 2006 och erhöll titeln civilekonom. Därefter anställdes han 2006 av det amerikanska företaget McKinsey & Company som managementkonsult samtidig med en elitsatsning på mångkamp.

## Personliga rekord
| Utomhus - 100 meter – 10,92 (Berlin, Tyskland 19 augusti 2009) - 200 meter – 22,05 (Gävle 18 juli 2003) - 200 meter – 22,07 (Malmö 2 augusti 2009) - 400 meter – 47,68 (Berlin, Tyskland 19 augusti 2009) - 1 500 meter – 4:10,61 (Szczecin, Polen 28 juni 2009) - 110 meter häck – 15,00 (Malmö 3 augusti 2009) - 110 meter häck – 15,06 (Sollentuna 28 maj 2007) - 400 meter häck – 52,67 (Helsingfors, Finland 25 augusti 2006) - Höjd – 2,02 (Helsingborg 12 juli 1997) - Höjd – 2,00 (Åbo, Finland 28 maj 2005) - Höjd – 1,99 (Huddinge 30 juli 2005) - Stav – 4,35 (Sollentuna 27 maj 2007) - Stav – 4,35 (Barcelona, Spanien 29 juli 2010) - Längd – 7,35 (Gävle 18 juli 2003) - Tresteg – 14,51 (Stockholm 31 augusti 2010) - Tresteg – 14,38 (Göteborg 6 juli 2004) - Kula – 14,18 (Barcelona, Spanien 28 juli 2010) - Diskus – 37,91 (Szczecin, Polen 28 juni 2009) - Spjut – 64,05 (Rakvere, Estland 7 juni 2009) - Tiokamp – 7 803 (Berlin, Tyskland 20 augusti 2009) | Inomhus - 60 meter – 7,10 (Sätra 6 mars 2010) - 200 meter – 22,06 (Malmö 17 februari 2002) - 400 meter – 48,23 (Glasgow, Storbritannien 30 januari 2010) - 1000 meter – 2:34,56 (Västerås 15 mars 2009) - 60 meter häck – 8,38 (Västerås 15 mars 2009) - Höjd – 2,02 (Nyköping 11 mars 2006) - Höjd – 2,04 (Karlskrona 28 februari 2004) - Stav – 4,35 (Sätra 7 mars 2010) - Längd – 7,23 (Sätra 1 mars 2003) - Längd – 7,16 (Göteborg 29 januari 2009) - Längd – 7,16 (Västerås 14 mars 2009) - Kula – 14,17 (Sätra 6 mars 2010) - Sjukamp – 5 620 (Sätra 7 mars 2010) |

### Fotnoter
1. ↑  ”Stora SM 2006, dag 2”. turebergfriidrott.se. Arkiverad från originalet den 10 juni 2015. https://web.archive.org/web/20150610133650/http://turebergfriidrott.se/statistik/SM2006/2006_reslord.htm. Läst 19 april 2013.
2. ↑  ”Stora SM 2007”. trackandfield.se. Arkiverad från originalet den 4 maj 2013. https://archive.is/20130504152109/http://www.proteamonline.se/storage/customers/978/editor/resultat%20sm%20i%20friidrott%202007.html. Läst 19 april 2013.
3. ↑  Wiger 2006, s. 145.
4. ↑  ”SM i mångkamp 2006”. Arkiverad från originalet den 28 mars 2007. https://web.archive.org/web/20070328045417/http://www.faluik.se/resultat/2006/mangkamp.htm. Läst 25 mars 2015.
5. ↑  ”SM i mångkamp 2007”. Arkiverad från originalet den 17 november 2015. https://web.archive.org/web/20151117021705/http://www.nbisfri.se/resultat/2007/070804smmkamp.htm. Läst 19 april 2013.
6. ↑  ”SM i mångkamp 2008”. Arkiverad från originalet den 11 augusti 2010. https://web.archive.org/web/20100811080640/http://www.warnamosk.f.se/2008/msm.html. Läst 25 mars 2015.
7. ↑  ”Resultatbilaga 2010” ( PDF). Svenska Friidrottsförbundet. sid. 8. Arkiverad från originalet den 11 augusti 2020. https://web.archive.org/web/20200811063518/https://www.friidrott.se/docs/resultatbil10b.pdf. Läst 11 augusti 2020.
8. ↑  Wiger 2006, s. 154.
9. 1 2  ”Stafett-SM 2006”. idrottonline.se. Arkiverad från originalet den 10 juni 2015. https://web.archive.org/web/20150610132850/http://www2.idrottonline.se/ImageVaultFiles/id_35895/cf_359/2006StafettSM.pdf. Läst 19 april 2013.
10. 1 2  ”Stafett-SM 2007”. http://h24-files.s3.amazonaws.com/151399/452633-nT9Xe.pdf. Läst 28 mars 2015.
11. ↑  Wiger 2006, s. 160.
12. ↑  ”Stafett-SM 2008”. Arkiverad från originalet den 9 juni 2009. https://web.archive.org/web/20090609064617/http://www.stafett-sm.se/resultat. Läst 25 mars 2015.
13. ↑  ”Stafett-SM 2011” (pdf). Arkiverad från originalet den 6 april 2015. https://web.archive.org/web/20150406214723/http://www.proteamonline.se/storage/customers/2202/editor/resultat_2011/Stafett_SM_2011_Res.pdf. Läst 22 maj 2013.
14. ↑  ”Stora inne-SM 2010 dag 2, resultat”. friidrott.stockholm.se. http://www.friidrott.stockholm.se/ISM2010/Page.asp?PageIdentifier=RESSONDAG. Läst 19 juli 2012.
15. ↑  ”SM mångkamp 2004, resultat” (html). Arkiverad från originalet den 17 december 2005. https://web.archive.org/web/20051217045342/http://www.ka2if.k.se/html/smlive.html. Läst 21 april 2015.
16. ↑  ”Stora inne-SM 2006 herrar, resultat” (html). friidrott.stockholm.se. http://www.friidrott.stockholm.se/ism2006/resultat/f_man_resultat.html. Läst 6 april 2015.
17. ↑  ”SM mångkamp 2008, resultat” (htm). lerumfriidrott.se. Arkiverad från originalet den 17 januari 2018. https://web.archive.org/web/20180117115520/http://www.lerumfriidrott.se/resultat/08/080316.htm. Läst 6 april 2015.
18. ↑  ”SM mångkamp 2009, resultat”. quicknet.se. Arkiverad från originalet den 16 juli 2012. https://archive.is/20120716090058/http://mk.quicknet.se/20095/upload/bilder/0/resultat_m_ngkamps_sm_2009.htm. Läst 20 juli 2012.
19. ↑  ”SM mångkamp 2010, resultat”. friidrott.se. Arkiverad från originalet den 2 juli 2012. https://web.archive.org/web/20120702174258/http://www.friidrott.se/tavling/sfifarr/ismhep10/resultat.aspx. Läst 20 juli 2012.
20. ↑  ”Stora inne-SM 2011 dag 2, resultat”. trackandfield.se. http://www.trackandfield.se/resultat/2011/110227.htm. Läst 19 juli 2012.
21. ↑  Sveriges befolkning
1990:
Almgren, Fredrik Oskar Daniel
22. ↑  ”Karensövergångar 2002”. friidrott.se. 11 november 2002. Arkiverad från originalet den 28 november 2016. https://web.archive.org/web/20161128133923/http://www.friidrott.se/forbundsinfo/overgangar/Karens02.aspx. Läst 12 januari 2017.
23. ↑  ”Tävlingsårsskiftesövergångar 1 december 2002”. friidrott.se. 7 november 2002. Arkiverad från originalet den 17 juni 2017. https://web.archive.org/web/20170617135914/http://www.friidrott.se/forbundsinfo/overgangar/Arsskifte0203.aspx. Läst 12 januari 2017.
24. ↑  ”Decathlon Men - 12th IAAF World Championships In Athletics Berlin (Olympiastadion), Germany 15 Aug 2009 - 23 Aug 2009” (på engelska). iaaf.org. https://www.iaaf.org/competitions/iaaf-world-championships/12th-iaaf-world-championships-in-athletics-3658/results/men/decathlon/1500-metres/points. Läst 12 januari 2017.
25. ↑  ”European Athletics Championships - Barcelona 2010” (på engelska). european-athletics.org. http://www.european-athletics.org/competitions/european-athletics-championships/history/year=2010/results/index.html. Läst 3 april 2017.
26. ↑  ”De fick stående ovationer!”. friidrott.se. 9 oktober 2010. Arkiverad från originalet den 16 januari 2017. https://web.archive.org/web/20170116144234/http://www.friidrott.se/nyheter.aspx?id=11736. Läst 13 januari 2017.
27. ↑  ”friidrott.se:s Stora Grabbar-sida”. friidrott.se. Arkiverad från originalet den 31 mars 2016. https://web.archive.org/web/20160331202525/http://www.friidrott.se/historik/storagrabbar.aspx. Läst 7 september 2016.
28. ↑  ”Stora grabbars märke”. storagrabbar.se. http://www.storagrabbar.se/grabbar_11.html. Läst 7 september 2016.
29. 1 2 3 4 5 6 7 8 9 10 11 12 13 14 15 16 17 18 19 20 21 22 23 24  ”Personsida på AllAthletics”. all-athletics.com. Arkiverad från originalet den 17 september 2016. https://web.archive.org/web/20160917051022/http://www.all-athletics.com/node/73733. Läst 7 september 2016.
30. 1 2 3 4 5 6 7 8 9 10 11 12 13 14 15 16 17 18 19 20 21 22 23 24  ”Personsida på IAAF:s webbplats”. iaaf.org. https://www.iaaf.org/athletes/sweden/daniel-almgren-208695. Läst 7 september 2016.
31. 1 2 3 4 5 6 7 8 9 10 11 12 13 14 15  ”Personsida på European Athletics' webbplats”. european-athletics.org. http://www.european-athletics.org/athletes/group=a/athlete=141328-almgren-daniel/index.html. Läst 7 september 2016.